# Liste des comtes de Paris
Pour les articles homonymes, voir Paris (homonymie).
Le comté de Paris était un comté carolingien ayant Paris et sa cité épiscopale pour chef-lieu. Il aurait été fondé par Charlemagne, mais le premier comte cité est Griffon, fils de Charles Martel, maire du Palais. Jusqu'à la fin du IXe siècle, le comté de Paris est tenu par différents seigneurs. 
En 882/883, Eudes (roi des Francs en 888) est fait comte de Paris. Premier comte de Paris robertien, Eudes est aussi le premier comte de Paris à devenir roi des Francs. Après lui, trois autres monarques français seront comtes de Paris : Robert Ier, Hugues le Grand et enfin Hugues Capet. Après avoir été élu roi en 987, Hugues Capet confie le comté de Paris à Bouchard Ier de Vendôme.
Le titre de comte de Paris a été concédé la dernière fois par Louis-Philippe Ier en 1838 en faveur de son petit-fils aîné, puis héritier (de 1842 à 1848), à sa naissance. Il est porté depuis 1929 comme titre de courtoisie par l'aîné des Orléans, prétendant au trône de France.

## AvantEudes, comte de Paris en 883 (puis roi des francs)

### Avant le VIIIe siècle
| Comtes de Paris                     | Dates                 | Maison       | Notes |
| ----------------------------------- | --------------------- | ------------ | --- |
| Erchenbald ou Erchambald            | 665 - ?               |              | D'abord préfet de Paris, il en devient le premier comte en 665, pendant le règne du jeune roi Clotaire III et du maire du palais Ébroïn. |
| Gairin (Garin ou Guérin)            | ? - ? En poste en 679 |              | On sait peu de choses de lui. Il est en poste en 679, pendant le règne de Thierry III et du maire du palais Ébroïn. |
| Griffon ou Grippon (vers 726 - 753) | 748-753               | Carolingiens | Fils de Charles Martel et de sa seconde épouse Swanahilde de Bavière. Il n'est pas certain qu'il fut comte de Paris : une charte mentionne un « Gairefredo Parisius comite (=Garefred, comte de Paris), cité le 8 juillet 753 et qui avec Swanahilde s'était joué des moines de Saint-Denis après la mort de Charles Martel ». Ce Gairefred est parfois identifié à Griffon. |

### Comtes carolingiens (VIIIe–IXesiècles)
| Comtes de Paris                                            | Dates            | Maison     | Notes |
| ---------------------------------------------------------- | ---------------- | ---------- | --- |
| Gérard Ier de Paris (mort le 27 mars 779)                  | 759 ou 760 - 779 | Girardides | Il est fait comte de Paris par Pépin le Bref. Il épouse une certaine Rotrude et est le père d'au moins un enfant : une fille nommée Rothilde. |
| Étienne de Paris (754 - 16 août 815)                       | 779 - 815        | Girardides | Probablement fils du précédent, il lui succède à sa mort. |
| Bégon de Paris (mort le 28 octobre 816)                    | 815 - 816        | Girardides | Probablement frère du précédent, il est fait comte de Toulouse et marquis de Septimanie en 806. Chambrier du roi Louis d'Aquitaine, il devient comte de Paris à la mort de son frère Étienne. Il épouse Alpaïs (fille illégitime de Louis le Pieux ou de Charlemagne).             |
| Leuthard Ier (vers 740 - 3 janvier 816)                    | 816              | Girardides | Probablement frère du précédent, il est fait comte de Fezensac vers 801. Il succède à son frère Bégon dans le comté de Paris. Avec une certaine Grimhilde il a trois enfants : Adalard le Sénéchal, Gérard II de Paris et Engeltrude de Fézensac, épouse du comte Eudes d'Orléans. |
| Gérard II de Paris (810-877)                               | 838-841          | Girardides | Fils du précédent, il est fait comte de Vienne vers 844. Il épouse Berthe, e de Lothaire Ier et sœur de l'impératrice Ermengarde de Tours. |
| Leuthard II de Paris (806-858)                             | 840-858          | Girardides | Fils du comte Bégon de Paris |
| Conrad Ier de Bourgogne dit l'Ancien (v. 800 - v. 862-866) | 858-859          | Welf       | Fils de Welf Ier, il est comte en Argengau (Bavière) et comte d'Auxerre. |
| Conrad (mort en 882)                                       | 879              |            | Fils de Rodolphe (mort en 866), comte de Sens. Son père, abbé laïc de Saint-Riquier et de Jumièges, est un frère de Conrad Ier et de l'impératrice Judith de Bavière, épouse de Louis le Pieux.                                                                                    |
| Adalhard de Paris (830 - après 890)                        | 882-890          | Girardides | Fils de Wulfhard de Flavigny et de Suzanne, fille aînée du comte Bégon. Vers 882, il succède comme comte de Paris à son oncle Leuthard II. Il est le père d'Adélaïde de Paris, seconde épouse du roi Louis II le Bègue.                                                            |

Un certain Enguerrand, né entre 740 et 750 et peut-être apparenté aux Robertiens, est également cité comme comte de Paris. Des sources primaires qui le démontrerait n'ont pas été identifiées.

## À partir d'Eudes, comte de Paris en 883 (puis roi des francs)
| Comtes de Paris                                                                                  | Dates                            | Maison                 | Notes |
| ------------------------------------------------------------------------------------------------ | -------------------------------- | ---------------------- | --- |
| Eudes (vers 852 - 3 janvier 898)                                                                 | 882-888                          | Robertiens             | Fils de Robert le Fort, il est fait comte de Paris en 882/883. Élu et sacré roi de Francie occidentale en février 888.                                   |
| Robert Ier de France (v. 860 - 923)                                                              | 888-922                          | Robertiens             | Frère d'Eudes, il lui succède en 888 et devient marquis de Neustrie, comte de Tours et d'Orléans. Il est élu et sacré roi de Francie occidentale en 922. |
| Hugues le Grand (v. 898 - 16 juin 956)                                                           | 922-956                          | Robertiens             | Fils de Robert Ier, il est marquis de Neustrie, duc des Francs (943), et comte d'Auxerre. Il est père d'Hugues Capet.                                    |
| Hugues Capet (v. 940 - 24 octobre 996)                                                           | 956-987                          | Robertiens / Capétiens | Fils d'Hugues le Grand, il est élu et sacré roi des Francs en 987.                                                                                       |
| Bouchard Ier de Vendôme (mort en 1007) dit le Vieux ou le Vénérable, vicomte puis comte de Paris | 981 (vicomte), 987 (comte royal) | Bouchardides           | |

## Maison d'Orléans
| Titre régulier |
| -------------- |

| Philippe d'Orléans (1838-1894) (6 février 1869 - 8 septembre 1894) | 1838 - 1894 | Maison d'Orléans | Fils de Ferdinand-Philippe d'Orléans (mort en 1842). C'est son grand-père, le roi Louis-Philippe Ier, qui lui confère le titre de comte de Paris à sa naissance. |

| Titre de courtoisie |
| ------------------- |

| Henri d'Orléans (5 juillet 1908 - 19 juin 1999)  | 1929 - 1999 | Maison d'Orléans | Petit-neveu et petit-fils (par sa mère) du précédent, fils de Jean d'Orléans, duc de Guise (1874-1940). Proclamé comte de Paris par son père. |
| Henri d'Orléans (14 juin 1933 - 21 janvier 2019) | 1999 - 2019 | Maison d'Orléans | Titre de courtoisie, porté avec celui de duc de France. Fils du précédent.                                                                    |
| Jean d'Orléans (né le 19 mai 1965)               | 2019        | Maison d'Orléans | Fils du précédent. |